# نيكولا مادونا
نيكولا مادونا (بالإيطالية: Nicola Madonna)‏ (مواليد 31 أكتوبر 1986 في ألزانو لومباردو - إيطاليا) لاعب كرة قدم إيطالي يلعب حاليا لصالح نادي الدرجة الأولى أتالانتا الإيطالي منذ 2009 في مركز الجناح الأيمن كما يجيد اللعب في مركز الجناح الأيسر .